# Don Edwards
För westernmusikern med samma namn se Don Edwards (musiker).
William Donlon "Don" Edwards, född 6 januari 1915 i San Jose i Kalifornien, död 1 oktober 2015 i Carmel-by-the-Sea i Kalifornien, var en amerikansk demokratisk politiker. Han var ledamot av USA:s representanthus 1963–1995.
Edwards studerade juridik vid Stanford University och var verksam som advokat. Han arbetade även som FBI-agent 1940–1941 och tjänstgjorde i USA:s flotta i andra världskriget.
Edwards blev invald i representanthuset i kongressvalet 1962. Han ifrågasatte Warrenkommissionens slutsatser gällande mordet på John F. Kennedy. Edwards profilerade sig särskilt i medborgarrättsfrågor under sin 32 år långa karriär som kongressledamot.